# Dactylispa cylindrica
Dactylispa cylindrica is een keversoort uit de familie bladkevers (Chrysomelidae). De wetenschappelijke naam van de soort werd in 1958 gepubliceerd door Uhmann.